# Verin Karmiraghbyur
Verin Karmiraghbyur (in armeno Վերին Կարմիրաղբյուր?, chiamato anche Verin Karmirakhpyur, Verin Karmir Aghbyur e Verin Karmir aghpyur; in russo Verkhniy Karmragbyur) è un comune dell'Armenia di 2 040 abitanti (2010) della provincia di Tavush.